# Generation Why (Ms. Marvel)
"Generation Why" (prt: Geração Porquê; bra: Geração "Por quê?") é o primeiro episódio da minissérie de televisão americana Ms. Marvel, baseada na Marvel Comics com a personagem Ms. Marvel. Segue Kamala Khan, uma fangirl dos Vingadores, particularmente Carol Danvers / Capitã Marvel, enquanto ela tenta participar da AvengerCon, apenas para ganhar seus próprios poderes. O episódio se passa no Universo Cinematográfico Marvel (MCU), compartilhando continuidade com os filmes da franquia. Foi escrito pelo roteirista principal Bisha K. Ali e dirigido por Adil & Bilall (Adil El Arbi e Bilall Fallah).
Iman Vellani estrela como Kamala Khan, ao lado de Matt Lintz, Yasmeen Fletcher, Zenobia Shroff, Mohan Kapur, Saagar Shaikh, Laurel Marsden e Azhar Usman. Ali foi contratado para escrever o episódio e atuar como escritor principal da série em agosto de 2019. El Arbi e Fallah se juntaram à série em setembro de 2020 para dirigir dois episódios.
"Generation Why" foi lançado no Disney+ em 8 de junho de 2022. O episódio foi elogiado pela crítica, destacando os visuais únicos e a performance de Vellani.

## Enredo
Kamala Khan é uma adolescente do ensino médio de 16 anos de Jersey City, Nova Jersey e uma fangirl dos Vingadores, particularmente Carol Danvers / Capitã Marvel. Depois de falhar em outro teste de direção, Khan e seu melhor amigo Bruno Carrelli criam um plano para participar da convenção de fãs "AvengerCon" em Camp Lehigh, evitando as regras rígidas dos pais de Khan. Khan recebe um pacote de sua avó de objetos que sua mãe vê como lixo, mas Khan fica encantada com um dos objetos, uma pulseira dourada. Ela leva a pulseira para a convenção, com a intenção de usá-la como parte de seu cosplay da Capitã Marvel. Enquanto ela se prepara para subir no palco, Khan coloca a pulseira, o que lhe concede a capacidade de disparar construções de energia, que acabam causando estragos na convenção. Carrelli leva Khan para casa, onde ela recebe um sermão de sua mãe.
Em uma cena no meio dos créditos, os agentes do Departamento de Controle de Danos, P. Cleary e Sadie Deever, assistem a um vídeo do incidente de Khan na AvengerCon.

## Produção

### Desenvolvimento e roteiro
Em agosto de 2019, a Marvel Studios havia começado o desenvolvimento de uma série de televisão Ms. Marvel para o serviço de streaming Disney+, com Bisha K. Ali contratado para atuar como roteirista principal. Em setembro de 2020, Adil El Arbi e Bilall Fallah foram contratados para dirigir dois episódios da série, incluindo o primeiro episódio. Os produtores executivos incluem Kevin Feige, Louis D'Esposito, Victoria Alonso e Brad Winderbaum, da Marvel Studios, além do co-criador de Kamala Khan, Sana Amanat, El Arbi, Fallah e Ali. O primeiro episódio, intitulado "Generation Why", foi escrito por Ali, e foi lançado no Disney+ em 8 de junho de 2022.
Ali chamou a cena da AvengerCon no primeiro rascunho do roteiro de "bananas" com "todo mundo nela", incluindo uma pessoa fazendo cosplay de Korg que não conseguiu passar pela segurança e um Pégaso que Valquíria monta para que eles pudessem "representar todo mundo no show".

### Elenco
O episódio é estrelado por Iman Vellani como Kamala Khan, Matt Lintz como Bruno Carrelli, Yasmeen Fletcher como Nakia Bahadir, Zenobia Shroff como Muneeba Khan, Mohan Kapur como Yusuf Khan, Saagar Shaikh como Aamir Khan, Laurel Marsden como Zoe Zimmer, e Azhar Usman como Najaf.:43:08–43:33 Também estrelam Arian Moayed como agente Cleary, Alysia Reiner como agente Deever, Jordan Firstman como Gabe Wilson, Anjali Bhimani como tia Ruby, e Sophia Mahmud como tia Zara.:45:02 Ryan Penagos, vice-presidente e executivo criativo da Marvel New Media, fez uma aparição como apresentador da competição de cosplay na AvengerCon. Shaikh e a colega estrela da série Rish Shah apareceram em segundo plano na AvengerCon vestidos como Homem de Ferro e Capitão América, respectivamente, já que ambos estavam tão impressionados com o set e queriam fazer parte dele.

### Design
A escola secundária de Khan apresentava uma placa com os nomes de todos os seus criadores de quadrinhos, incluindo a escritora G. Willow Wilson, o editor Stephen Wacker, os artistas Adrian Alphona, Jamie McKelvie e Takeshi Miyazawa, o colorista Ian Herring, o desenhista Nico Leon e o letrista Joe Caramagna. El Arbi chamou a AvengerCon de uma "homenagem aos fãs" e "um paraíso dos easter eggs". Os criadores tiveram que imaginar o que as pessoas comuns no MCU saberiam sobre os Vingadores e os outros heróis do mundo, o que resultou em escolhas de design, como se referir a Groot como "Sr. Árvore". Amanat explicou: "Ninguém sabe que o nome de Groot é Groot... As pessoas [do MCU] podem saber algumas coisas, mas não sabem todas as coisas."

### Filmagens
As filmagens ocorreram no Trilith Studios, Blackhall Studios e Areu Brothers Studios, com El Arbi e Fallah dirigindo o episódio, e Robrecht Heyvaert atuando como diretor de fotografia. As tomadas de estabelecimento também foram filmadas em Nova Jersey.
A integração dos elementos animados exigiu muito planejamento durante a pré-produção e não permitiu que os diretores improvisassem como essas sequências eram filmadas. El Arbi chamou a sequência com Khan e Carrelli andando de bicicleta "tecnicamente muito difícil", já que era uma tomada única que precisava do diálogo para combinar com as animações pré-planejadas para as paredes atrás deles. Outra cena "super complexa" foi quando Khan desaba em seu sofá com a câmera caindo com ela para fazer parecer que ela está no teto; levou 15 dias para criar o equipamento para executar a cena e cerca de 20 tomadas para que fosse bem-sucedida.
Feige chamou as filmagens no set da AvengerCon de "catárticas", já que a produção estava filmando durante a pandemia de COVID-19 e as convenções de quadrinhos não estavam acontecendo. Ele também deu a entender que a Marvel Studios havia discutido fazer da AvengerCon uma convenção real, enquanto sugeria que haveria alguns lugares em que os fãs poderiam experimentar a versão da AvengerCon de Ms. Marvel. O desenhista de produção Christopher Glass sugeriu que a cabeça gigante do Homem-Formiga causasse destruição na AvengerCon, que não foi originalmente roteirizada, inspirando-se na sequência de abertura de Raiders of the Lost Ark (1981), onde Indiana Jones é perseguido por uma pedra gigante.

### Edição e efeitos visuais
El Arbi e Fallah filmaram uma grande quantidade de filmagens no set da AvengerCon para criar sua sequência de montagem, revelando que o corte inicial do diretor teve que ser encurtado pela Marvel Studios. No entanto, após reações positivas do público de teste para a sequência, a Marvel Studios reeditou a sequência para ser mais longa do que El Arbi e Fallah originalmente criaram. Os efeitos visuais para o episódio foram criados pela Method Studios, Digital Domain, Framestore London e Montreal, Trixter, RISE, Folks VFX, FuseFX, Base FX, SSVFX, Moving Picture Company, Stereo D, Cantina Creative e The Mill London.:46:04–46:34

### Música
As seguintes músicas foram incluídas no episódio: "Blinding Lights" de The Weeknd, "Disco Gully", "Deal with It" de Riz Ahmed, "I Don't Want to Talk" de Wallows, "Oh Nanba" de S. P. Balasubrahmanyam e Aaryan Dinesh Kanagaratnam, "OH!" de The Linda Lindas, "Ko Ko Koreena" de Ahmed Rushdie, "Sohniye I Love You" de Nahid Akhtar, "Sinkies" de Hot Sugar", "My Type" de Saint Motel, "Proudly Presents" de Samuel Pegg, "Rozi " por Eva B, e a ária Habanera de Carmen. Também destaque durante a sequência AvengerCon é "Star Spangled Man" de Alan Menken de Capitão América: O Primeiro Vingador (2011).

## Marketing
Um código QR foi incluído no episódio que permitiu aos espectadores acessar uma cópia digital gratuita da série solo de estreia da Ms. Marvel, Ms. Marvel (2014) #1. Após o lançamento do episódio, a Marvel anunciou mercadorias inspiradas no episódio como parte de sua promoção semanal "Marvel Must Haves" para cada episódio da série, incluindo roupas AvengerCon, e Funko Pop, figura Marvel Legends, acessórios, roupas e bijuterias com tema da Ms. Marvel.

## Recepção
O site agregador de críticas Rotten Tomatoes relata uma taxa de aprovação de 97% com uma classificação média de 8.10/10, com base em 97 avaliações. O consenso crítico do site diz: "Pegando uma página da própria imaginação espalhafatosa de sua protagonista corajosa, Ms. Marvel instantaneamente estabelece uma identidade própria com esta abertura energética."